# نظرية دي بروي-بوم

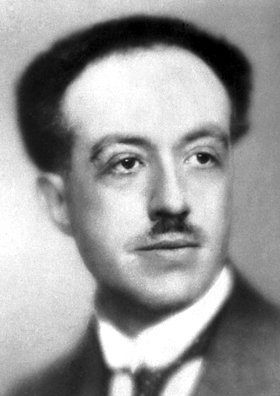

نظرية دي بروغلي-بوم، والمعروفة ايضًا بنظرية الموجة الدليلية أو الميكانيكا البومية أو تفسير بوم، هي أحد تفسيرات ميكانيكا الكم. إضافةً إلى كونها دالة موجية في الوسط بجميع الأشكال الممكنة، تفترض النظرية أيضًا شكلًا محددًا يوجد حتى لو لم يكن مُلاحظًا. يُعطَى التطور خلال زمن التكوين من معادلة شرودنجر. سُميت النظرية نسبة إلى لويس دي بروي (1892-1987) وديفيد بوم (1917-1992).
النظرية حتمية وغير محلية بشكل قاطع: تعتمد سرعة أي جسيم على قيمة المعادلة الإرشادية، والتي تعتمد على تكوين النظام المُعطى بدالته الموجية، تعتمد الأخيرة على ظروف نطاق النظام، والتي قد تكون، من حيث المبدأ، الكون بأسره.
ينتج عن النظرية شكلية قياسية، شبيهة للديناميكا الحرارية بالنسبة للميكانيكا الكلاسيكية، ما ينتج عنه الشكلية الكمومية القياسية المرتبطة عمومًا بتفسير كوبنهاغن. تُظهر النظرية عدم المحلية مشكلة القياس، والتي تؤول بشكل تقليدي إلى موضوع تفسيرات ميكانيكا الكم في تفسير كوبنهاغن. لا تُعد قاعدة بورن في نظرية بروغلي بوم قانونًا أساسيًا. ولكن، في تلك النظرية، يمكن اعتبار أن للرابط بين كثافة الاحتمال والدالة الموجية حالة الفرضية، والتي تُسمى فرضية الاتزان الكمومي، التي تعتبر مكملة للمبادئ الأساسية الحاكمة للدالة الموجية.
تطورت النظرية تاريخيًا في عشرينيات القرن العشرين بفضل دي بروغلي، الذي أُقنع في عام 1927 بترك النظرية على حساب تفسير كوبنهاغن الذي كان سائدًا وقتها. لم يكن ديفيد بوم راضيًا عن الاعتقادات السائدة وقتها، وأعاد اكتشاف موجة بروغلي الدليلية في 1952. لم تلقى اقتراحات بوم رواجًا كبيرًا لأسباب لا ترتبط بمحتواها، بل بانتماءات بوم الشيوعية في شبابه. اعتُبرت نظرية دي بروغلي-بوم غير مقبولة من معظم واضعي النظريات، في الغالب بسبب افتراضها الكمومية غير الموضعية. وُضعت مبرهنة بيل في 1964 استنادًا على ما اكتشفه بيل في عمل ديفيد بوم وما تلاه من تساؤل عما إذا كان بالإمكان استبعاد الجزء الخاص بالكمومية غير الموضعية في النظرية. منذ التسعينيات، ظهر اهتمام متجدد بصياغة امتدادات لنظرية بروغلي-بوم، ومحاولة توفيقها مع النسبية الخاصة ونظرية الحقل الكمومي، بجانب بعض الخصائص مثل الهندسات المكانية المنحنية أو الدورانية.
يُقسّم مقال إزالة الترابط الكمومي الموجود على موسوعة ستانفورد للفلسفة «مناهج ميكانيكا الكم» إلى خمسة مجموعات، واحدة منها هي نظريات الموجة الدليلية (والأخرى هي تفسير كوبنهاغن ونظريات الانهيار الشيئي وتفسير العوالم المتعددة والتفسيرات المشروطة).
توجد العديد من الصيغ الرياضية المكافئة للنظرية، والتي تُعرف بالعديد من الأسماء. لنظرية دي بروغلي تشابه عياني يسمى موجة فاراداي.

## نظرة عامة

### تجربة الشق المزدوج
تعتبر تجربة الشق المزدوج بمثابة توضيح لإزدواجية الموجة والجسيم، وينتقل شعاع من الجسيمات (مثل الإلكترونات) عبر حاجز ذي شقين. إذا وضعنا شاشة كاشفة على الجانب الموجود خلف الحاجز، يُظهر نمط الجسيمات المُكتشفة خاصية هدب التداخل للموجات الواصلة على الشاشة من المصدرين (الشقين)، ولكن يتكون نمط التداخل من نقاط مُفردة ترمز إلى الجسيمات الواصلة إلى الشاشة. يُبرز النظام سلوك كل من الموجات (أنماط التداخل) والجسيمات (النقاط على الشاشة).
إذا عدّلنا تلك التجربة بإغلاق شق من الاثنين، لا يُلاحظ نمط التداخل حينها. لذا تؤثر حالة الشقين على النتائج النهائية. نستطيع أيضًا اعتماد الترتيب للحصول على مستكشف بحد أدنى من الاتساع في مقابل أحد الشقين لاكتشاف أي الشقين مر الجسيم من خلاله. عند فعل ذلك، يختفي نمط التداخل.
يوضح تفسير كوبنهاغن أن الجسيمات ليست محددة بالمكان حتى تُكتشف، لذا إن لم يوجد مستكشف على الشقين، فلا توجد معلومات تبين أيًا من الشقين مرت الجسيمات من خلاله. إذا احتوى أحد الشقين على مستكشف، فالدالة الموجية ستنهار نتيجة لهذا الكشف.
في نظرية دي بروغلي-بوم، تُحدد الدالة الموجية على كلي الشقين، ولكن لكل جسيم مسار محدد المعالم يمر خلال أحد الشقين بالتحديد.
يُحدد الموضع النهائي للجسيم على الشاشة الكاشفة، وكذلك الشق الذي يمر الجسيم من خلاله عن طريق الموضع الابتدائي للجسيم. ذلك الموضع الابتدائي غير قابل للمعرفة أو التحكم بواسطة المجرب، لذا تظهر العشوائية في النمط المُكتشف. استخدم بوم في أوراقه البحثية عام 1952 الدالة الموجية لإنشاء احتمالية كمومية، والتي أعطت مسارات تدفق الجسيمات خلال الشقين عند استخدامها في معادلات نيوتن. في الواقع، تتداخل الدالة الموجية مع نفسها وتقود الجسيمات عن طريق الاحتمال الكمومي، وتتجنب الجسيمات المناطق التي يكون فيها التداخل هدّامًا وتنجذب نحو مناطق التداخل البناء، منتجةً نمط التداخل على الشاشة الكاشفة.
لوصف سلوك الجسيم عند اكتشاف مروره خلال أحد الشقين، يجب الأخذ في الاعتبار دور الدالة الموجية الشرطية وكيف تؤثر على انهيار الدالة الموجية. الفكرة الأساسية هي أن بيئة تسجيل الكشف تقسم حزمتيّ الموجة بفاعلية في الفراغ التشكيلي.
أُجريت تجربة في عام 2016 لتأكيد صحة نظرية دي بروغلي-بوم عن طريق استخدام قطرات من زيت السيليكون. في تلك التجربة، وُضعت قطرة من زيت السيليكون في حمام لمائع مهتز، ثم قفزت بعدها عبر الحمام مدفوعةً بالموجات الحادثة نتيجة تصادماتها، محاكيةً السلوك الاستاتيكي للإلكترون بدقة متناهية.